# Quận Van Buren, Michigan
Quận Van Buren một quận thuộc tiểu bang Michigan, Hoa Kỳ. Quận lỵ đóng ở. Theo điều tra dân số năm 2000 của Cục điều tra dân số Hoa Kỳ năm 2010, quận có dân số 76.258 người.

## Địa lý
Theo Cục điều tra dân số Hoa Kỳ, quận có diện tích 2823 km2, trong đó có 1248 km2 là diện tích mặt nước.